# Mecsek

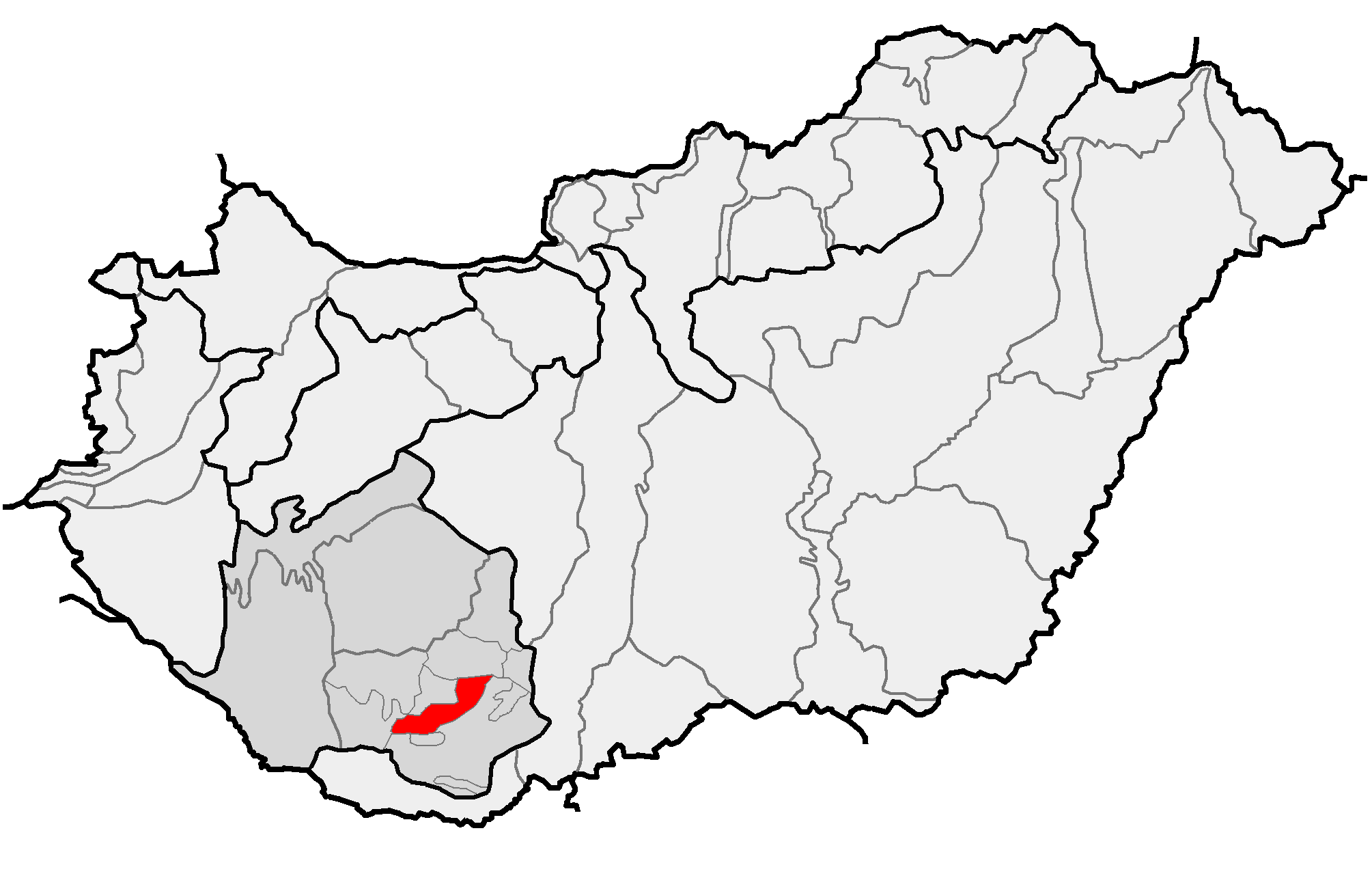

I monti Mecsek (serbo e croato: Meček o Мечек; tedesco Metscheck) sono dei rilievi non molto alti dell'Ungheria meridionale. Si trovano nella contea di Baranya e parzialmente in quella di Tolna, a nord della città di Pécs.
La cima più alta è il Monte Zengő (letteralmente significa risonante), che ha una altezza di 682 metri s.l.m.

## Geografia
I monti Mecsek si trovano nel Transdanubio meridionale, e dominano la pianura della Drava inferiore e del Danubio. Pur non essendo alti, essi spiccano nettamente nel panorama piatto della Pianura Pannonica.
Essi si sviluppano in direzione ovest-sud-ovest -> est-nord-est per una lunghezza di circa 45 km con una larghezza che va dai 10 ai 15 km, ed occupano una superficie totale di circa 500 km².
I Mecsek sono divisi in due parti:
- Mecsek Orientali
- Mecsek Occidentali

Tutta la zona dei Mecsek è fittamente ricoperta di boschi. Il clima è misto e presenta sia elementi del clima mediterraneo che di quello continentale. Il territorio ospita circa 20-30 specie di piante che sono sconosciute in altre parti del bacino carpatico.
Sui monti Mecsek sono presenti importanti giacimenti minerari di uranio e carbon fossile.
I principali centri abitati della zona sono:
- Pécs (Mecsek Occidentali)
- Hosszúhetény (Mecsek Orientali, a sud del monte Zengő)
- Pécsvárad (Mecsek Orientali)
- Komló (Mecsek Occidentali)

## Turismo

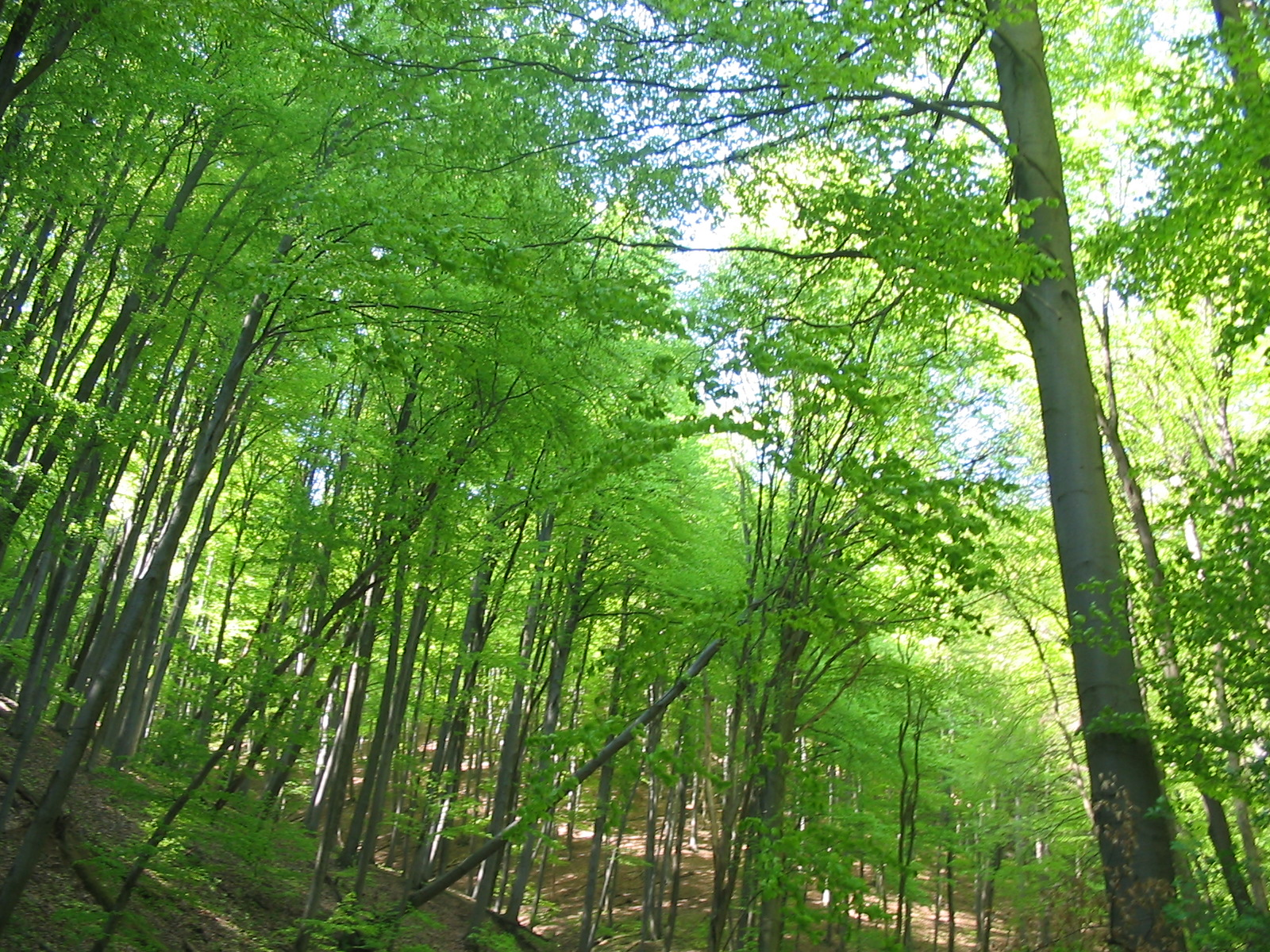
Foresta di faggi sui monti Mecsek

Nel territorio dei monti Mecsek sono presenti tre aree naturali protette che attirano ogni anno migliaia di visitatori: l'area del Mecsek Orientale (9.347 ha) e le aree del Monte Jakab (223 ha) e la Valle Melegmány (720 ha) nei Mecsek occidentali. Un altro luogo di interesse turistico è la Grotta di Abaliget.
- Area del Mecsek Orientale

Il centro dell'area è costituito dalla valle di Kisújbánya, da cui si diramano altre valli minori che conducono verso caratteristici luoghi della zona. All'interno dell'area si trovano i comuni di Kisújbánya, Püspökszentlászló e Óbánya. A Püspökszentlászló è presente un giardino botanico con alberi rari. In quest'area si trova il monte Zengõ, sulle cui pendici meridionali sono presenti boschi di querce, carpini e faggi. Nei boschi si possono trovare piante rare fra cui l'orchidea scimmia,  l'asperula taurina (specie protetta) e il garofano gigante che cresce nei prati del monte Hármas (Monte Triplice).
- Area del Monte Jakab

Il Monte Jakab (Monte San Giacomo), alto 602 metri, deve il suo nome dall'omonimo convento fatto costruire nel XIII secolo.
- Area della Valle Melegmány

La Valle di Melegmány, nella zona centrale dei Mecsek, è caratterizzata dalla presenza di due sorgenti carsiche che danno vita al ruscello di Melegmány che a sua volta genera vari laghetti in cui l'acqua passa da uno all'altro con una serie di cascatelle. Nella zona il clima è mediterraneo e vi crescono querceti e faggeti secolari.
- Grotta di Abaliget

La grotta di Abaliget si trova a circa 20 km a nord di Pécs. Nelle varie grotte sono visibili stalattiti e stalagmiti, nonché strati calcarei sul muro del corridoio principale della grotta, depositati nel Pleistocene dal mare che occupava il bacino Pannonico. Una parte della grotta non è accessibile dai turisti in quanto utilizzata a fini terapeutici per la cura dell'asma e della silicosi.